# Майже ангел
«Майже ангел» (англ. Almost An Angel) — кінофільм.

## Сюжет
Головний герой Террі Дін — добрий дивак і при цьому професійний злодій, технічно підкований в електроніці. Вийшовши з в'язниці, знову не втримався і пограбував банк. Після цього ціною власного здоров'я рятує з-під коліс автомобіля хлопчика. Грабіжника везуть в лікарню, де в комі він розмовляє з Богом, і той відправляє Террі назад на Землю ангелом.

## У ролях
- Пол Хоган — Террі Дін
- Еліас Котеас — Стів Гарнер
- Лінда Козловські — Роуз Гарнер
- Дорін Ленг — місіс Гарнер
- Чарлтон Хестон — Бог
- Джо Даллесандро